# Caserna de Colmenar
La Caserna de Colmenar al terme municipal de Valsequillo de Gran Canaria, illa de Gran Canària (Canàries, Espanya) està format per un conjunt d'edificacions rurals tradicionals construït en 1530, i destinat a alberg de tropes de cavalleria. L'edifici principal és una casa en forma d'U. De dues ales paral·leles unides per un mur posterior, que dona pas a l'horta. Té dues plantes, cobertes de teula àrab a dues aigües, i corredor corregut sobre pilars senzills i barana de fusta, al que s'accedeix per extrems mitjançant dues escales de pedra, deixant un pati interior de 12 x 8 metres, pavimentats amb cayados. Davant s'han adossat quatre cuartitos de coberta a dues aigües que perllonguen obliquament l'eix de l'ala oriental de l'edifici principal; entre el tercer i la cambra s'insereix la portada que ve a unir-se a un altre cos rectangular limítrof, també de dues aigües, col·locat transversalment a l'eix de l'ala occidental.